# Rèplica (sismologia)
Una rèplica és un moviment sísmic que succeeix a la mateixa regió on hi va haver una tremolor o terratrèmol central. Aquestes tremolors són una conseqüència de readequacions de l'escorça terrestre al voltant de la falla en la qual es va donar el sisme principal.
Una rèplica sempre és de menor magnitud que el sisme principal. En el cas que una rèplica tingués una magnitud més gran que el sisme principal, aquesta última se la cataloga com el nou sisme principal, i el sisme principal original és considerat un sisme inicial.

## Freqüència i magnitud de rèpliques
Les rèpliques solen obeir a una sèrie de patrons comuns relatius a la freqüència i magnitud en la qual ocorren.

### Llei d'Omori
Les rèpliques ocorren amb un patró comú que segueix la Llei d'Omori, que és una relació empírica per a la decadència temporal de taxes de rèpliques. Omori afirma que la freqüència de les rèpliques disminueix bruscament pel temps recíproc després del sisme principal:
{\displaystyle n(t)={\frac {K}{c+t}}}
on:
- n(t) és el nombre de sismes n mesurat en un quant temps t

- K és l'amplitud;

- c és el paràmetre temporal de compensació

La versió modificada de la llei, usada comunament avui en dia, la va proposar Utsu el 1961.
{\displaystyle n(t)={\frac {K}{(c+t)^{p}}}}
on:
- p modifica la taxa de decaïment i típicament s'ubica en un rang 0.7-1.5.

El que aquestes equacions descriuen és que la taxa en la qual es produeixen rèpliques decreix ràpidament amb el temps, ja que és proporcional a la inversa del temps que passa des del sisme principal. D'aquesta forma, qualsevulla siga la probabilitat que es produeixi una rèplica el primer dia, el segon dia hi haurà 1/2 de les probabilitats del dia 1, i al desè dia seran aproximadament 1/10 (quan p sigui igual a 1). Aquests patrons descriuen només el comportament de la massa de les rèpliques; el moment exacte en què passaran i no la quantitat de rèpliques o la seva localització. Com aquesta és una llei empírica, els valors dels seus paràmetres són obtinguts quadrant les dades obtingudes després del sisme principal, i no té una base o significat físic.

### Llei de Bath
Una altra llei, coneguda com a llei de Bath, descriu que qualsevol sisme típic té rèpliques d'aproximadament 1 magnitud (de mitjana 1.2) menor que el moviment principal que les origina.

### Llei de Gutenberg-Richter
Les seqüències de les rèpliques també solen seguir la llei de Gutenberg-Richter, que es refereix a la relació entre la magnitud i el nombre total de terratrèmols en una regió en un determinat període.
{\displaystyle \!\,N=10^{A-bM}}
on:
- {\displaystyle \!\,N} és el nombre d'esdeveniments en un determinat rang de magnitud
- {\displaystyle \!\,N} és la magnitud mínima
- {\displaystyle \!\,N} i {\displaystyle \!\,b} són constants

En resum, solen ocórrer més rèpliques petites que rèpliques grans.

## Sismes inicials
Molts científics esperen que els sismes inicials (també conegut com a "sismes premonitoris") puguin servir per predir terratrèmols majors. La regió de falles de la Dorsal del Pacífic Oriental en particular, demostra activitat de sismes inicials abans que succeeixi un esdeveniment sísmic major.